# Puchar „Sportu” i PZHL 1989
Puchar „Sportu” i PZHL 1989 – ósma, ostatnia edycja rozgrywek o Puchar „Sportu” i PZHL.
Rywalizacja odbywała się w czasie trwającego w Szwecji turnieju mistrzostw świata Grupy A 1989, w których brała udział reprezentacja Polski.

## Ćwierćfinały
Mecze odbyły się 18 kwietnia 1989.
- GKS Katowice – Cracovia 2:4 (1:0, 0:2, 2:1)
- Zagłębie Sosnowiec – Podhale Nowy Targ 4:4 (0:3, 2:0, 2:1, w karnych wygrało Podhale)
- GKS Tychy – Unia Oświęcim 2:5 (1:1, 0:2, 2:2)
- Towimor Toruń – Polonia Bytom 6:11 (2:3, 1:4, 3:4)

## Półfinały
Mecze odbyły się 21 kwietnia 1989.
- Unia Oświęcim – Cracovia 1:6 (1:1, 0:2, 0:3)
- Podhale Nowy Targ – Polonia Bytom 3:3 (2:0, 0:1, 1:2, w karnych wygrała Polonia 1:3)

## Finał
Rywalizacja w finale rozstrzygnęła się w dwumeczu w Bytomiu 23 kwietnia i w Krakowie 25 kwietnia 1989.
- Polonia Bytom – Cracovia 2:1 (0:0, 1:1, 1:0). Gole: Krystian Michna, Mieczysław Łaś / Pawlik.
- Cracovia – Polonia Bytom 2:2 (1:2, 1:0, 0:0). Gole: Filipowicz, Bogdan Pawlik / Janusz Janikowski (dwa)

Wręczenia trofeum na ręce kapitana Polonii Bytom, Krystiana Michny, dokonał po meczu sekretarz odpowiedzialny redakcji czasopisma „Sport”, Jerzy Nakonieczny.